# 신진경
신진경은 대한민국의 연극 배우, 뮤지컬 배우다. 2009년 뮤지컬 '한여름밤의 꿈'으로 데뷔했다.

## 방송
- 그대 아직도 꿈꾸고 있는가 (2003)
- 히든싱어 5 (2018) - 바다 편 5위

## 영화
- 그놈은 멋있었다, 청춘만화

## CF
- KBS 에너지 절약 캠페인 - 연인편, KT - Olleh